# Will Durant
William James Durant (/dəˈrænt/ (5 tháng 11 năm 1885 – 7 tháng 11 năm 1981) là một nhà sử học, triết gia và tác giả người Hoa Kỳ. Ông đấu tranh cho việc trả lương công bằng, quyền bầu cử của phụ nữ và các điều kiện làm việc tốt hơn cho người lao động Mỹ. Durant không chỉ sáng tác về nhiều chủ đề mà còn tiến hành thực hiện các ý tưởng của mình. Nhiều người cho rằng Durant đã cố gắng đưa triết học đến gần hơn với công chúng. Ông đã cho ra đời nhiều tác phẩm, tiêu biểu là The Story of Philosophy (Câu chuyện của triết học), The Mansions of Philosophy (Những điền trang của triết học), và cùng với sự trợ giúp của vợ ông Ariel Durant, bộ The Story of Civilization (Câu chuyện của nền văn minh). Tập 10 trong bộ "The Story of Civilization" mang tên Rousseau an Revolution đã đoạt giải Pulitzer cho tác phẩm phi hư cấu nói chung năm 1968. Ông cũng tham gia viết nhiều bài báo nhiều thể loại.

## Cuộc đời và sự nghiệp
Durant sinh tại North Adams, Massachusetts, cha mẹ ông là người Canada gốc Pháp đã di cư từ Québec đến Mỹ.
Năm 1900, Will học trường dòng Tên trung học Saint Peter và sau đó là Trường cao đẳng Saint Peter tại thành phố Jersey, New Jersey. Năm 1905, ông trở thành một người tin tưởng vào chủ nghĩa xã hội. Ông tốt nghiệp năm 1907 và làm việc như một nhà báo cho tờ New York Evening Journal của Arthur Brisbane với thù lao mười đô la một tuần. Khi làm việc cho tờ Evening Journal, ông đã viết nhiều bài báo về tội phạm tình dục.
Tiếp theo, vào năm 1907, ông bắt đầu dạy tiếng Latinh, tiếng Pháp, tiếng Anh và hình học tại Đại học Seton Hall, ở South Orange, New Jersey. Durant còn kiêm làm thủ thư tại thư viện của trường. Vào năm 1911, ông rời khỏi Trường dòng và trở thành một giáo viên và người đại diện học sinh tại trường Ferrer Modern, một trường thử nghiệm phương pháp giáo dục tự do. Alden Freeman, một mạnh thường quân cho trường Ferrer Modern, đã tài trợ cho ông một chuyến đi thực tế vòng quanh châu Âu. Cũng tại trường Ferrer Modern, ông đã yêu và cưới một nữ sinh trẻ hơn ông mười ba tuổi tên là Ida Kaufmann, ông đặt tên cho bà là "Ariel". Vợ chồng Durant có một con gái, Ethel. Ariel sau này có đóng góp quan trọng trong tất cả các tập của bộ The Story of Civilization nhưng tên bà chỉ được in trên trang bìa tập bảy, The Age of Reason Begins (Thời đại của những lý lẽ bắt đầu).
Vào năm 1913, ông rời bỏ công việc giáo viên. Để kiếm sống, ông bắt đầu thuyết giảng trong một nhà thờ Presbyterian để kiếm mỗi buổi năm đến mười đô la; tài liệu cho những bài giảng đó trở thành những cơ sở ban đầu cho cuốn The Story of Civilization. Alden Freeman còn trả học phí để ông tốt nghiệp cao học tại Đại học Columbia.
Vào năm 1917, khi chuẩn bị luận án tiến sĩ triết học, Will Durant đã viết cuốn sách đầu tiên của ông, Philosophy and the Social Problem (Triết học và Vấn đề xã hội). Ông tranh luận với ý kiến rằng triết học đã không phát triển bởi vì nó né tránh các vấn đề thực tại của xã hội. Ông nhận bằng tiến sĩ năm 1917 và làm trợ giáo tại Đại học Columbia.
Một cuốn khác của ông The Story of Philosophy sau đấy trở thành best-seller, đem lại cho vợ chồng Durant sự độc lập về tài chính, cho phép họ du lịch thế giới nhiều lần và bỏ ra bốn thập niên để viết bộ The Story of Civilization. Ông bèn nghỉ dạy hẳn và bắt đầu soạn mười một tập của bộ The Story of Civilization.
Trong những năm đầu thập niên 1940, Will Durant còn phác thảo một bản tuyên ngôn dân quyền "Declaration of Interdependence" (Tuyên ngôn của sự phụ thuộc lẫn nhau), đi trước những gần mười năm vụ án Brown (xem Brown v. Ban giáo dục), kích thích Phong trào dân quyền. Bản tuyên ngôn này được trích dẫn trong Biên bản Nghị viện Hoa Kỳ vào ngày 1 tháng 10 năm 1945.
Sau khi ông chết, hai cuốn sách nữa của Durant được xuất bản trong những năm gần đây là Những bộ óc và ý tưởng vĩ đại nhất mọi thời đại (2002) và Những anh hùng của lịch sử: Lịch sử tóm tắt văn minh từ thời cổ đại đến cận hiện đại (2001).

## BộLịch sử văn minh thế giới
Vợ chồng Durant đã dành rất nhiều tâm sức để biên soạn bộ Lịch sử văn minh thế giới (The Story of Civilization), tạo nên một thể loại mới mà họ gọi là "lịch sử tích hợp", một thể loại đối nghịch với sự "chuyên môn hoá" lịch sử. Đây chính là một sự bác bỏ trước thời đại đối với những thứ mà có người sau này gọi là "sự thờ cúng các nhà chuyên môn". Mục đích của họ là viết nên một bộ "biên niên sử" về một nền văn minh, trong trường hợp này là phương Tây, không chỉ bao gồm các cuộc chiến tranh, chính trị, tiểu sử của những vĩ nhân, những tội đồ mà còn cả văn hoá, nghệ thuật, triết học, tôn giáo, và cả sự trỗi dậy của thông tin đại chúng. Một phần to lớn của bộ Câu chuyện của nền văn minh còn được dành để xem xét điều kiện sống của người dân thường suốt hai nghìn năm trăm năm, một điều mà sách vở phương Tây ít khi đề cập đến. Họ cũng không ngần ngại đưa ra một khung đạo đức riêng cho việc xem xét những vấn đề của họ, nhấn mạnh sự lặp lại của "sự thống trị của kẻ mạnh đối với kẻ yếu, của kẻ khôn ngoan đối với kẻ bình thường." Câu chuyện của nền Văn minh là một trong những bộ ghi chép về lịch sử học thành công nhất từ trước đến nay. Có người còn cho rằng "nhờ loạt sách này mà Simon và Schuter đã trở thành một nhà xuất bản danh tiếng". Bằng chứng cho điều này rất dễ nhận thấy; hiếm khi nào mà ở thư viện Quốc hội Mỹ không có ít nhất (hoặc nhiều hơn) một bộ Câu chuyện của nền văn minh. Cuốn Rousseau và Cách mạng (Rousseau and Revolution), (1967), tập mười của bộ Câu chuyện của nền văn minh của họ đã được trao giải Pulitzer về văn chương; sau đó còn được Tổng thống Gerald Ford trao giải cao nhất của Chính phủ Mỹ dành cho cá nhân, Huy chương tự do của tổng thống năm 1977. Tiếp theo cuốn Rousseau và Cách mạng là một tập nhỏ những tiểu luận được gọi là Các bài học lịch sử (The Lessons of History), vừa tóm tắt, vừa phân tích cho cả trọn bộ. Mặc dù có ý định viết đến tận thế kỷ 20, họ đã phải dừng lại ở tập thứ mười này vì không đủ thời gian. Tuy nhiên sau đó họ đã xuất bản thêm một tập cuối nữa, tập thứ 11, Thời của Napoleon vào năm 1975. Ngoài ra họ còn để lại nhiều ghi chép cho tập thứ 12 Thời của Darwin và dàn ý cho tập 13 Thời của Einstein, mà nếu được xuất bản sẽ kéo dài cả bộ sách đến tận năm 1945.

## Đời tư
Ông bà Durant còn có một chuyện tình cũng đáng chú ý như cuộc đời học giả của họ; chi tiết về chuyện tình này được họ tả chi tiết trong cuốn Tự truyện đôi của hai người. Họ mất năm 1981, cách nhau hai tuần (bà vào 25 tháng 10 và ông ngày 7 tháng 11). Mặc dù con gái họ, Ethel, và các cháu ngoại đã cố gắng giữ kín cái chết của bà để ông khỏi đau đớn, nhưng cuối cùng thì ông cũng biết qua tin tức báo chí. Trong vòng chỉ một tuần sau đó, ông đã theo người vợ yêu dấu của mình vào cõi chết ở tuổi 96. Ông được chôn cất bên cạnh bà tại Nghĩa trang Memorial Park, Westwood, Los Angeles.

## Những tác phẩm tiêu biểu
Xem danh sách tác phẩm đầy đủ của Will Durant tại  Lưu trữ ngày 10 tháng 2 năm 2013 tại Wayback Machine.
- Durant, Will (1926). The Story of Philosophy. Nhà xuất bản Simon and Schuster, New York.
- Durant, Will (1927). Transition. Nhà xuất bản Simon and Schuster, New York.
- Durant, Will (1930) The Case for India. Nhà xuất bản Simon and Schuster, New York.
- Durant, Will (1931) Adventures in Genius. Nhà xuất bản Simon and Schuster, New York.
- Durant, Will (1953) The Pleasures of Philosophy. Nhà xuất bản Simon and Schuster, New York.
- Durant, Will & Durant, Ariel (1968). The Lessons of History. Nhà xuất bản Simon and Schuster, New York. Quyển này đã được dịch sang tiếng Việt với tựa đề Bài học của lịch sử do Nguyễn Hiến Lê.
- Durant, Will & Durant, Ariel (1970). Interpretations of Life. Nhà xuất bản Simon and Schuster, New York.
- Durant, Will & Durant, Ariel (1977). A Dual Autobiography. Nhà xuất bản Simon and Schuster, New York.

### Câu chuyện văn minh
- Durant, Will (1935). Our Oriental Heritage. Nhà xuất bản Simon and Schuster, New York.
- Durant, Will (1939). The Life of Greece. Nhà xuất bản Simon and Schuster, New York.
- Durant, Will (1944). Caesar and Christ. Nhà xuất bản Simon and Schuster, New York.
- Durant, Will (1950). The Age of Faith. Nhà xuất bản Simon and Schuster, New York.
- Durant, Will (1953). The Renaissance. Nhà xuất bản Simon and Schuster, New York.
- Durant, Will (1957). The Reformation. Nhà xuất bản Simon and Schuster, New York.
- Durant, Will, & Durant, Ariel (1961). The Age of Reason Begins. Nhà xuất bản Simon and Schuster, New York.
- Durant, Will, & Durant, Ariel (1963). The Age of Louis XIV. Nhà xuất bản Simon and Schuster, New York.
- Durant, Will, & Durant, Ariel (1965). The Age of Voltaire. Nhà xuất bản Simon and Schuster, New York.
- Durant, Will, & Durant, Ariel (1967). Rousseau and Revolution. Nhà xuất bản Simon and Schuster, New York.
- Durant, Will, & Durant, Ariel (1975). The Age of Napoleon. Nhà xuất bản Simon and Schuster, New York.